# Leptomalaisia agrionopsis
Leptomalaisia agrionopsis är en stekelart som beskrevs av Heinrich 1965. Leptomalaisia agrionopsis ingår i släktet Leptomalaisia och familjen brokparasitsteklar. Inga underarter finns listade i Catalogue of Life.